# Sustavno redanje
Sustavno redanje, sustav razvrstavanja sadržajnih jedinica temeljen na užoj tematskoj povezanosti pojmova unutar neke šire teme. Sustavno redanje olakšava pronalaženje povezanih informacija jer su zbog ovog specifičnog načina redanja grupirane zajedno.
Sustavno redanje strukturirano je na način da je svaka jedinica unutar teksta, osim jedne, podređena određenoj drugoj jedinici.
Sustavno redanje ima na vrhu jednu temu koja je nadređena svim ostalim temama, s malim brojem izravno podređenih tema, te velikim brojem tema podređenih (bilo izravno ili neizravno) nadređenoj temi.

### Primjer sustavnog redanja
Pri redanju tema u dječjim enciklopedijama često se teme obrađuju u cjelinama koje su redane sustavno. Primjerice glavna tema je Zemlja, dok su glavne podteme živi i neživi svijet, podteme živog svijeta ribe, gmazovi, vodozemci, sisavci, ptice itd., a podteme sisavaca primati, glodavci, zvijeri itd.
Enciklopedija Britannica - Macropedia organizirana je na način sustavnog redanja.

## Srodni tekstovi
- Abecedno redanje
- Kronološko redanje